# Marjorie Fielding
Marjorie Fielding (17 de febrero de 1890 - 28 de diciembre de 1956) fue una actriz teatral y cinematográfica de nacionalidad británica, nacida en Gloucester, Inglaterra, y fallecida en Londres, Inglaterra.

## Selección de su filmografía
- Quiet Wedding (1941)
- Spring in Park Lane (1948)
- Conspirator (1949)
- The Mudlark (1950)
- The Lavender Hill Mob (1951)
- The Magic Box (1951)[2]
- Mandy (1952)